# Vicks VapoRub
Vicks VapoRub è un farmaco senza obbligo di ricetta a base di mentolo venduto come unguento balsamico per inalazioni, solitamente impiegato come rimedio per la tosse e come analgesico: si applica sul petto o sulla gola, oppure sulle articolazioni e, in certi casi, anche sulle punture di zanzara. È stato inizialmente prodotto e commercializzato dalla compagnia a gestione familiare Richardson-Vicks venduta nel 1985 alla multinazionale statunitense Procter & Gamble. Il VapoRub è il prodotto di punta della Vicks.

## Utilizzo sicuro
Vaporub può essere inalato tramite dei vapori caldi. Non deve essere usato né all'interno delle narici, né su ferite, abrasioni o sulle mucose o su qualsiasi parte del viso o all'interno della bocca e soprattutto non deve essere ingerito.
Durante la fase pre-clinica della sperimentazione, l'applicazione del Vicks VapoRub direttamente sulle  trachee di furetti ha causato un incremento nella secrezione di muco se comparato a un prodotto lubrificante a base di acqua. Tuttavia, gli studiosi non hanno usato un prodotto a base di derivati del petrolio come campione di riferimento, rendendo difficile l'individuazione del componente che ha causato l'aumento della produzione di muco, oltretutto le prove sono state compiute applicando direttamente il prodotto sulle trachee dei furetti e ciò non ha permesso di estrapolare dei risultati per affermare una possibile irritazione provocata da un corretto uso di VapoRub da parte dei consumatori.
Uno studio della Pennsylvania State University ha dimostrato che Vicks VapoRub è molto più efficace del placebo derivato del petrolio per aiutare bambini e adulti a dormire, alleviando la tosse e la congestione nasale. Lo studio ha oltretutto dimostrato che, al contrario del placebo, Vicks VapoRub è stato associato a sensazioni infiammatori alla pelle (28%), al naso (14%) e agli occhi (16%), con un 5% degli intervistati che riportarono rossori e rash cutanei usando il prodotto.
Un altro studio suggerisce che VapoRub è un efficace antitussivo se somministrato ai porcellini d'India.

## Storia

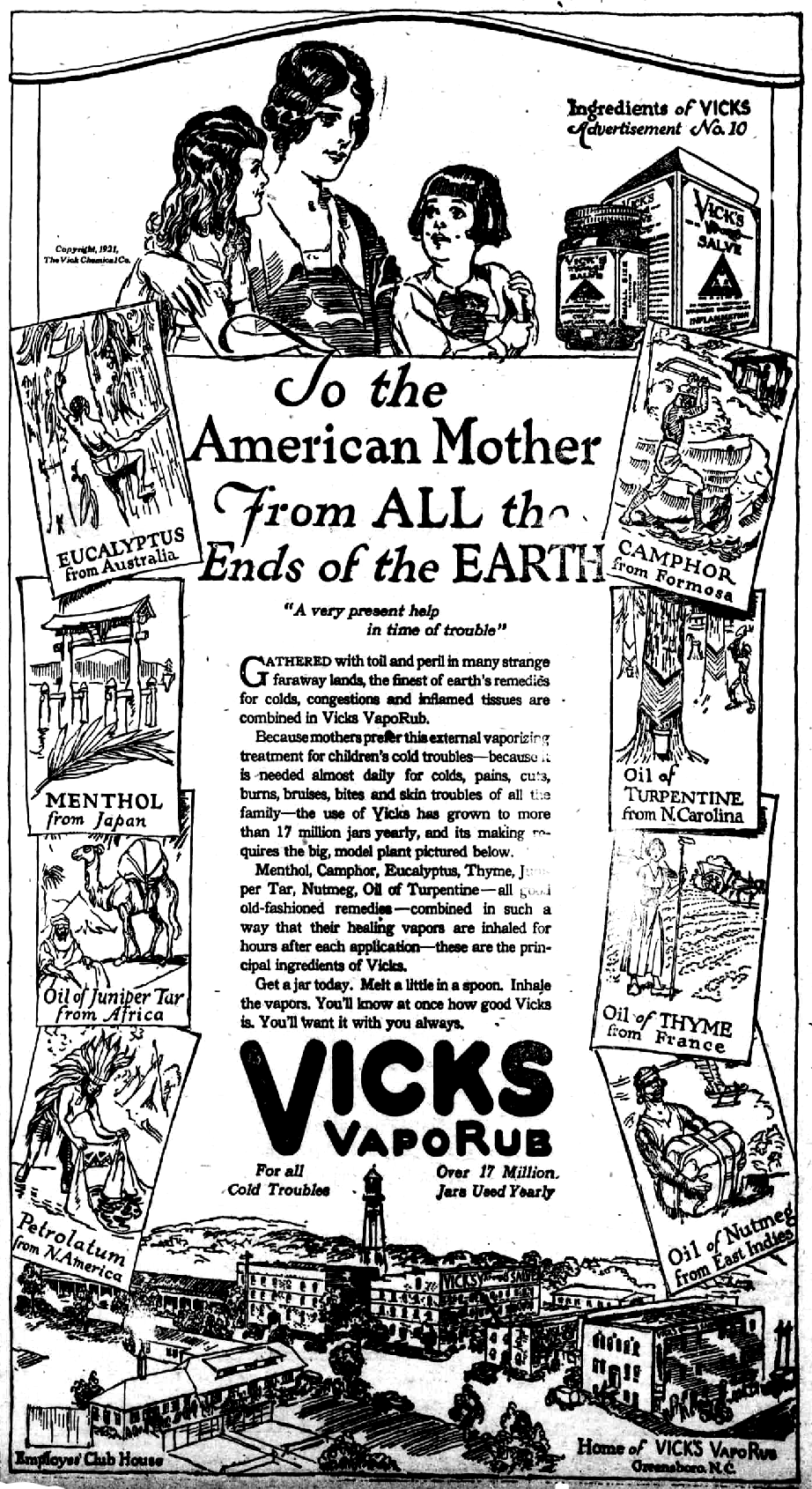
Manifesto pubblicitario del 1922, con rappresentati gli ingredienti e la fabbrica.

Lunsford Richardson sviluppò la formula nel 1894, quando creò una pomata per i figli al ritorno da un viaggio in Francia.

## Composizione
Principi attivi:
| Ingredienti                   | Quantità | Effetto                  |
| ----------------------------- | -------- | ------------------------ |
| Canfora                       | 5,00 g   | Antitussivo e analgesico |
| Olio essenziale di trementina | 5,00 g   | Espettorante             |
| Mentolo                       | 2,75 g   | Antitussivo e analgesico |
| Olio essenziale di eucalipto  | 1,50 g   | Antitussivo              |

Eccipienti
- Olio essenziale di legno di cedro
- Vaselina bianca
- Timolo
- Aroma di limone nella versione al limone.

## Nella cultura di massa
Il Vicks VapoRub viene citato nella canzone Campane tibetane di Franco Battiato.